# Gotthard Handrick
Karl Hermann Gotthard Handrick, nemški vojaški pilot, letalski as in atlet, * 25. oktober 1908, † 30. maj 1978.

## Športna kariera
Na poletnih olimpijskih igrah leta 1936 v Berlinu je osvojil zlato medaljo v modernem pentatonu.

## Vojaška kariera
Med špansko državljansko vojno je dosegel 5 zračnih zmag in med drugo svetovno vojno še nadaljnjih 10 zračnih zmag.